# Hatsukaze
El Hatsukaze (初風?) fue un destructor de la Clase Kagerō. Sirvió en la Armada Imperial Japonesa durante la Segunda Guerra Mundial. 

## Historia
El Hatsukaze participó en tres importantes batallas navales sin ser alcanzado en las mismas por fuego enemigo. De hecho, tan sólo resultó dañado en un encuentro menor con lanchas torpederas estadounidenses PT durante una misión del Tokyo Express el 10 de enero de 1943, cuando resultó alcanzado por un torpedo que redujo su velocidad a 18 nudos. Pese a ello, contribuyó al hundimiento de las PT-43 y PT-112.
En un cuarto enfrentamiento naval, la batalla de la bahía de la Emperatriz Augusta, el Hatsukaze no resultó tan afortunado como en encuentros precedentes. Si bien no fue alcanzado durante los compases iniciales de la batalla, colisionó con el crucero pesado japonés Myōkō, a consecuencia de lo cual perdió su proa. Posteriormente fue cercado por un grupo de cinco destructores estadounidenses, que lo enviaron al fondo con toda su tripulación en la posición (6°1′S 153°58′E / -6.017, 153.967).